# Liab i Khaouz
Liab i Khaouz (ouzbek : Labi Hovuz, persan : لب حوض [læbi hawz] — littéralement. l'étang, howz) est l'une des places de la ville de Boukhara en Ouzbékistan et un ensemble architectural créé au XVIe siècle-XVIIe siècle. La place est formée par les bâtiments de la madrasa Koukeldash, de la médersa Nadir Devonbegui et du khanqah Nadir Divan-Begui, regroupés autour d'un plan d'eau khaouza Nadir-Begi. Les dimensions de l'ensemble sont de 150 × 200 mètres.
Au Moyen Âge, Liab i Khaouz était animée par la présence des commerces dans la rue proche avec les dômes du Toqi Telpak Furushon, situés à 200 m de la place, et par l'extrême densité des constructions à Boukhara qui faisait de la place Liab i Khaouz l'un des rares espaces ouverts.

## Histoire
Les premières constructions sont apparues à Liab i Khaouz en 1569, quand le dignitaire chaybanide Abdullah Khan (1533-1598) a ordonné de construire la plus grande madrasa d'Asie centrale, la madrasa Koukeldash de Boukhara. En 1619-1620, à l'initiative de Nadir Divan-Begui (ru), le bassin howz est enlevé par le vizir Imamkouli-khan (en), et le khanqah Nadir Divan-Begui est édifié à son emplacement. En 1623, le même Nadir Divan-Bégui fait ériger un caravansérail, qui est transformé plus tard en la médersa Nadir Devonbegui. Durant des années, le howz échappa miraculeusement à l'asséchement qui frappait la plupart des autres howz de Boukhara, qui étaient considérés comme des sources de maladies. Il a été sauvé par la valeur architecturale de l'ensemble de la place. Plus tard une statue a été érigée en l'honneur de Nasr Eddin Hodja.
Comme la plupart des howz de la ville, celui de Liab i Khaouz a été asséché après la Seconde guerre mondiale et a été transformé en une arène sportive destinée au volleyball et à la lutte (kourach). Dans le voisinage du howz se trouvaient à l'époque soviétique les restaurants Gastronome et Boukhara, le cinéma Komsomolets. Dans les années 1950, se produit un incendie dans le restaurant Gastronome qui détruit complètement l'édifice où il se trouvait. L'eau provenant du canal d'irrigation le plus proche n'a pas suffi pour lutter contre les flammes. Après cet incident, les autorités de la ville ont décidé de remplir d'eau le howz et, à la fin des années 1950, un tuyau a été posé le long des façades des maisons auquel a été ajoutée une fontaine qui fonctionne encore.

## Emplacement et disposition

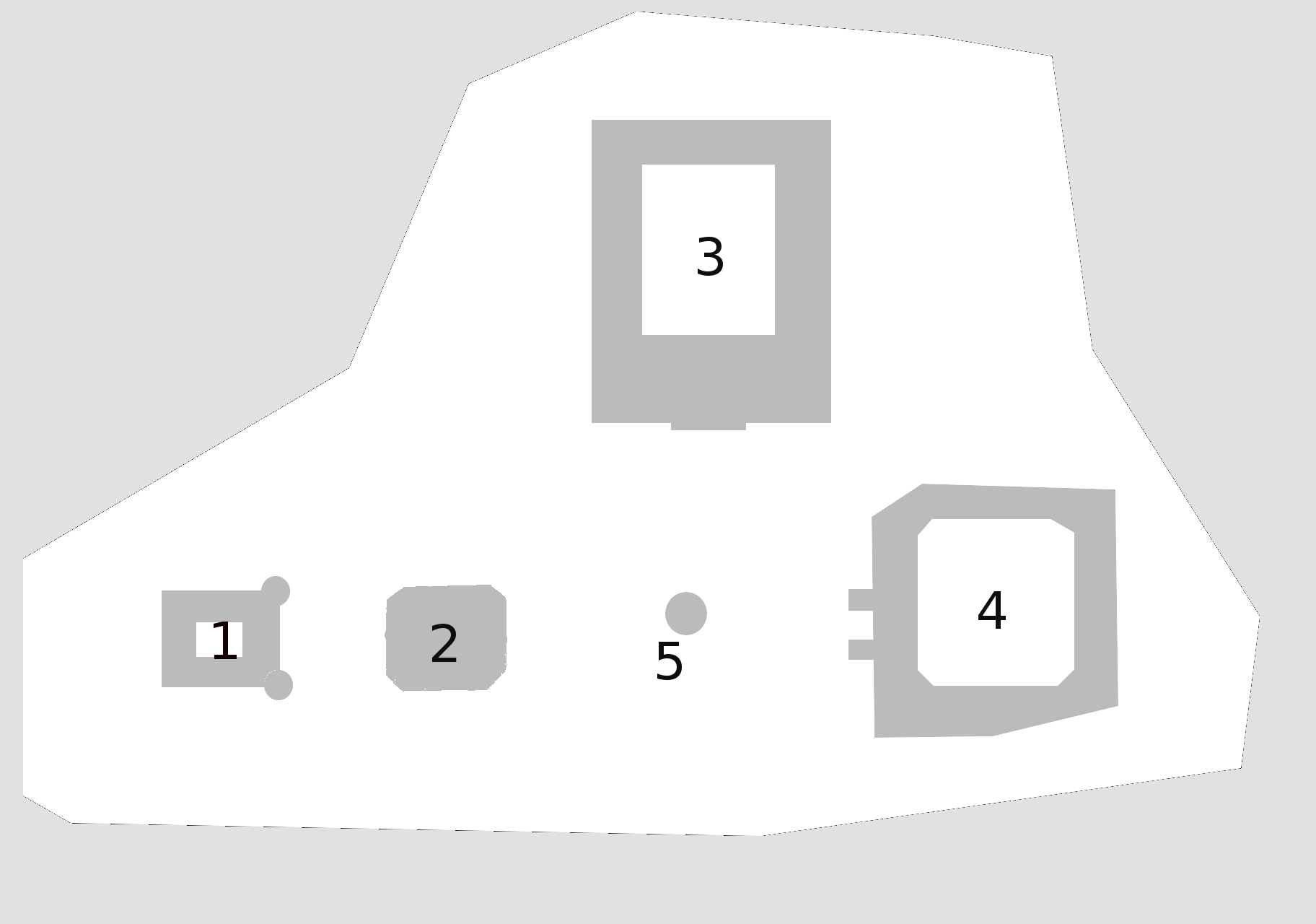
Plan du complexe Liab i Khaouz à Boukhara:
1 — Khanqah Nadir Divan-Begui; 2 — howz; 3 — madrasa Koukeldash; 4 — médersa Nadir Devonbegui; 5 — à la mémoire de Nasr Eddin Hodja

L'ensemble Liab i Khaouz est situé au sud-est du quartier Chakhristan de Boukhara, à proximité de la rue commerçante centrale de la ville. Se trouvent à proximité : Toki Telpak fourouchon (ru), et le caravansérail Nougaï.
La place forme un polygone irrégulier à l'est duquel se trouve la médersa Nadir Devonbegui, et en face de celle-ci, du côté ouest, le khanqah Nadir Divan-Begui formant ainsi un
dispositif architectural de type koch. Le long de l'axe central du koch, du côté ouest, se trouve le howz, et à l'est la statue de Nasr Eddin Hodja. Tout l'espace nord-est est occupé par l'importante madrasa Koukeldash.

## Caractéristiques architecturales

### Howz Divan-Begui
Le howz, appelé Divan-Bégui, est une pièce d'eau en forme d'octogone mesurant 45 × 36 m et d'une profondeur maximale de cinq mètres. Les murs des maisons sont formés par des marches en pierre. Le volume d'eau s'élevait à 4 000 m3 amené par un système d'aqueduc, du fait qu'il n'y existait pas de ruissellement naturel vers le howz.

### Madrasa Koukeldash
Dans la partie nord de la place, se trouve la madrasa Koukeldash. C'est le plus ancien édifice de cette place, construit en 1568—1569. Le dignitaire du nom de Koulbaba koukeldash (ru) était un proche d'Abdullah Khan. La médersa se présente comme une surface rectangulaire de 86 × 69 m et comprend une mosquée, un khanqah comprenant 160 cellules pour les étudiants et les visiteurs. La disposition dans la médersa est peu judicieuse en raison de l'absence de portails entre les cellules (khoudjr). Dans la cour l'ensemble donne l'impression d'exiguïté et d'empilement . La médersa se distingue par contre par ses finitions artistiquement réalisées.

### Khanqah Nadir Divan-Begui
Le khanqah a été construit en même temps que le howz en 1619-1620 pour Nadir Divan-Begui, par le vizir  Imamkuli-khan. Ce khanqah est de petite dimension, en forme de croix, dominé par une coupole autour de laquelle se trouvent deux étages de cellules monastique (khoudjra). Sur les bords de la façade principale, sont disposées des tourelles. La façade est décorée de mosaïques, sur ses côtés apparaissent des mots en alphabet arabe. Les façades latérales sont décorées d'arcs plus grands et d'une suite d'arcs plus petits.

### Médersa Nadir Devonbegui
La médersa Devonbegui se trouve dans la partie est de Liab i Khaouz, sur le même axe que le khanqah et le howz. Elle a été construite en 1622-1623 par le vizir Imamkuli-khan pour Nadir Devonbegui pour servir de caravansérail, mais a finalement été utilisée comme médersa. Elle se distingue par la disposition tout à fait différente des médersas traditionnelles  et l'absence de mosquée et de salle de conférence. La façade est garnie de mosaïques.

## Galerie

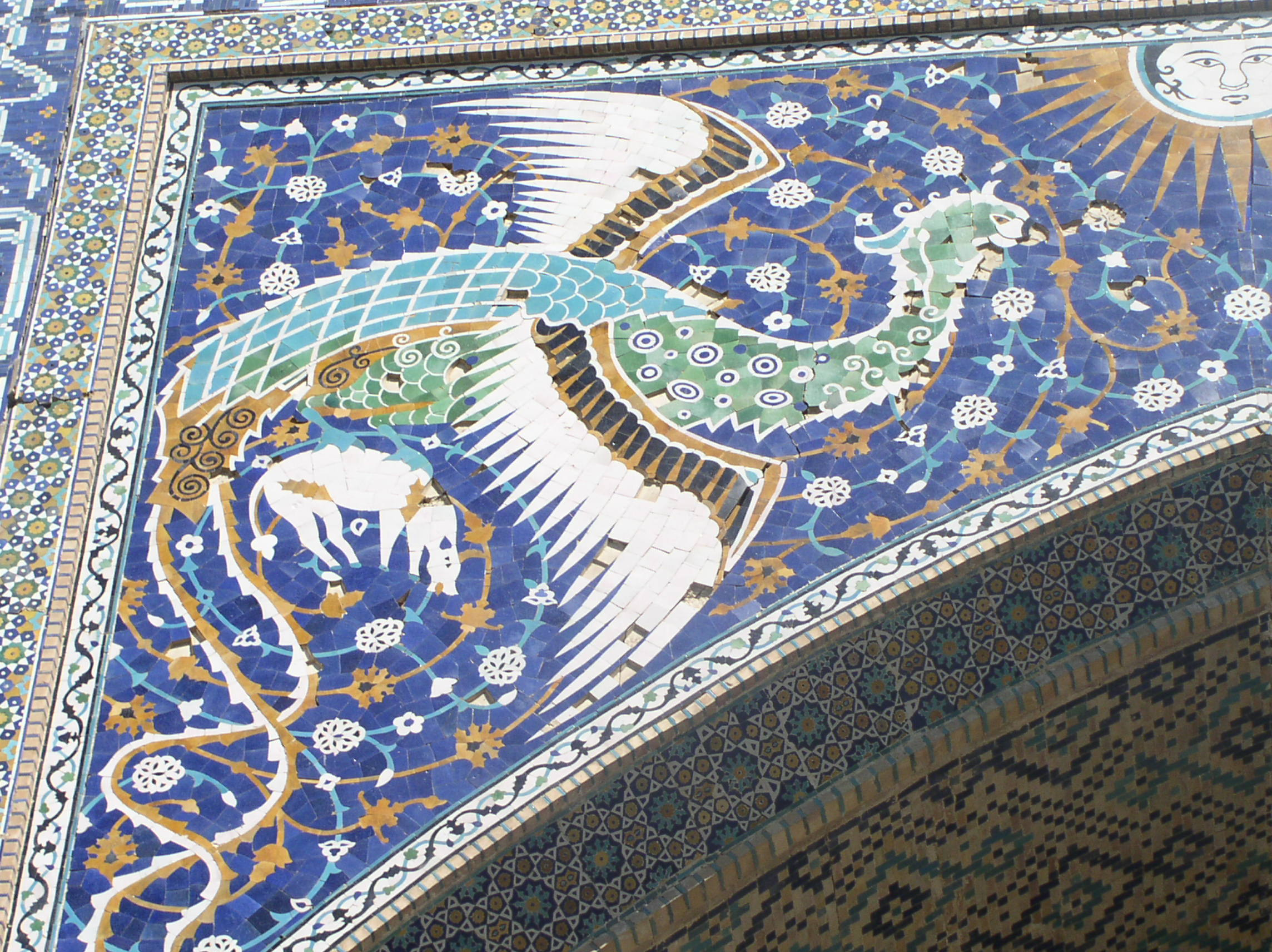
Mosaïque sur le portail de la médersa Nadir Divan-Begui
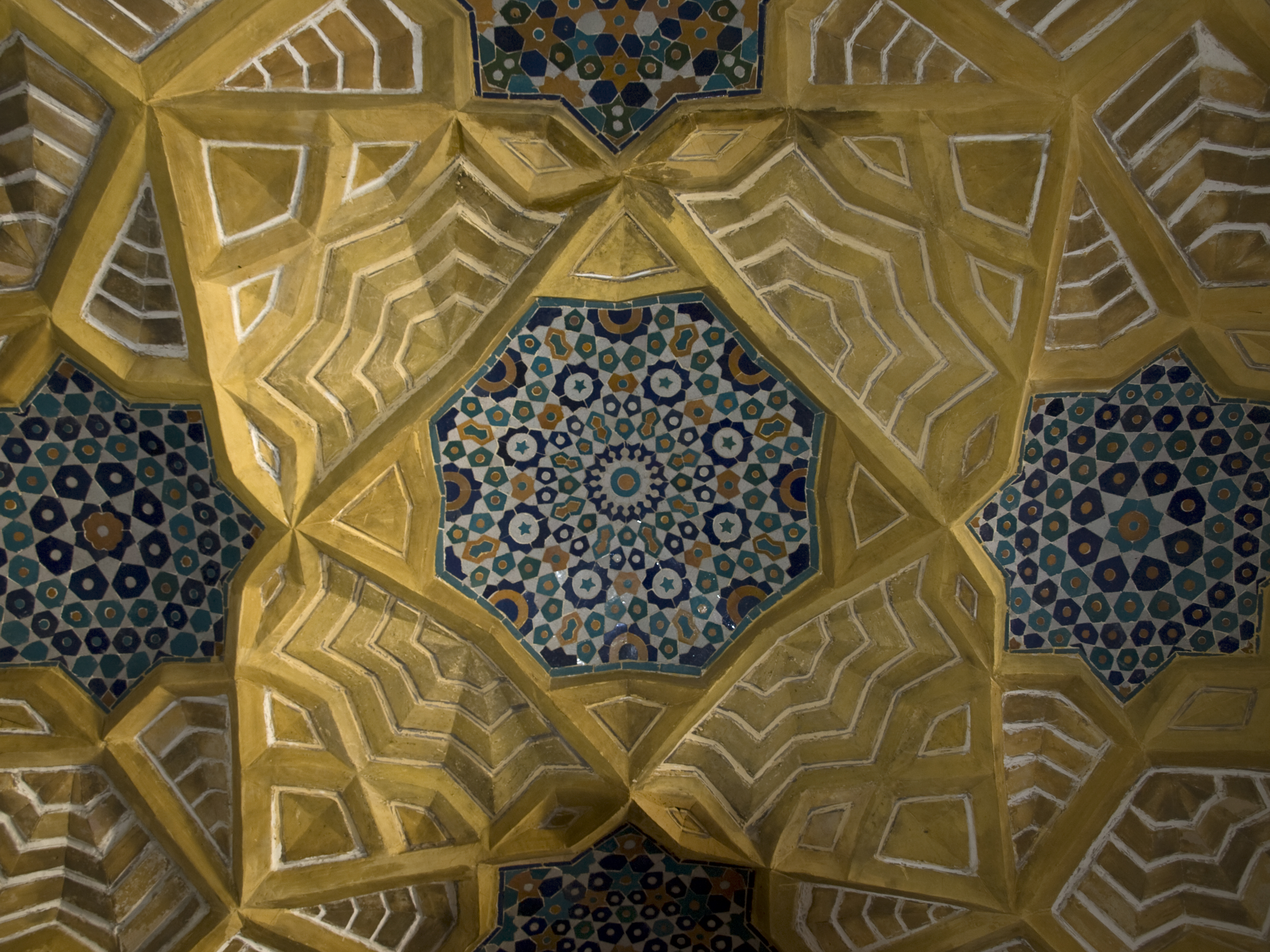
Madrasa Koukeldash
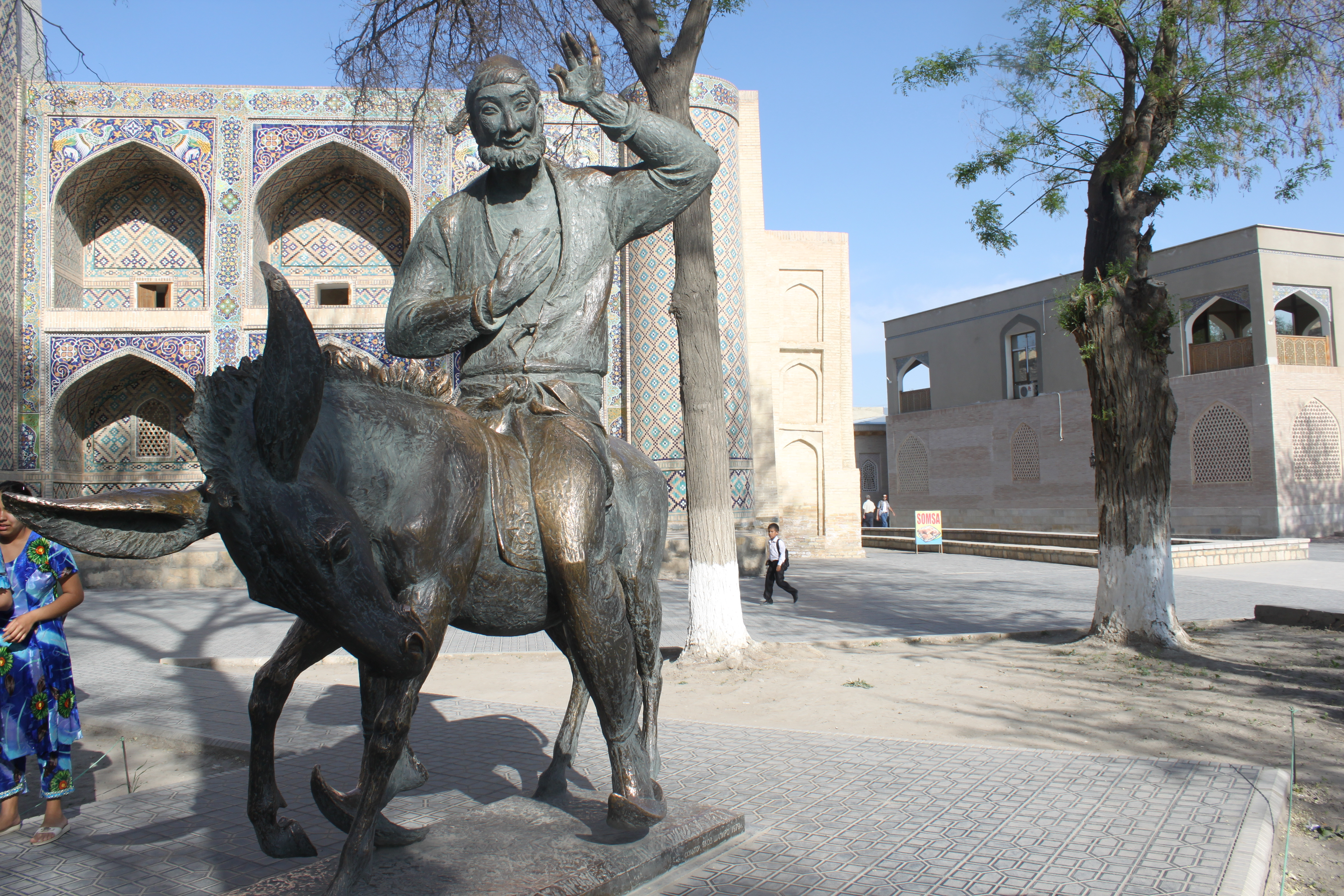
la statue de Nasr Eddin Hodja